# Fuji (Shizuoka)
Fuji (Japans: 富士市, Fuji-shi) is een stad in de prefectuur Shizuoka in Japan.

## Demografie
Op 1 februari 2009 had de stad 253.997 inwoners. De bevolkingsdichtheid bedraagt 1040 inwoners per km². De oppervlakte van de stad is 245,02 km².
Qua inwoneraantal is Fuji de derde stad in de prefectuur Shizuoka, na Hamamatsu en Shizuoka. Gelegen aan de rivier Fuji heeft de stad een goed uitzicht op de berg Fuji. De economie van de stad is industrieel. Sinds de Meijiperiode heeft de stad verschillende papierfabrieken gehad, waaronder Nippon Paper Industries en Oji Seishi.
In de Edoperiode liep de Tokaido door het huidige Fuji. De veertiende rustplaats van de Tokaido, genaamd Yoshiwara-juku, lag in dit gebied.

## Transport

### Treinverkeer
- Tokaido Shinkansen - Station Shin-Fuji
- Tokaido-lijn - Station Higashi-Tagonoura, Station Yoshiwara, Station Fuji, Station Fujikawa
- Minobu-lijn - Station Fuji, Station Yunoki, Station Tatebori, Station Iriyamase, Station Fujine
- Gakunan-lijn

### Hoofdwegen
- Tomei autosnelweg
- Nationale autoweg 1
- Nationale autoweg 139
  - Nishi-Fuji autoweg
- Nationale autoweg 469

### Havens
- Tagonoura haven

## Geboren
- Yoshikatsu Kawaguchi (1975), Japans voetballer